# حسين آل طه
حسين آل طه مواليد 26 مارس 2006، هو لاعب كرة قدم سعودي يلعب حالياً لدينامو زغرب ب الكرواتي كلاعب وسط.

## مسيرة اللاعب
بدأ في نادي الاتفاق و شارك في برنامج الابتعاث السعودي لكرة القدم و وقع مع دينامو زغرب ب الكرواتي في صيف عام 2024.